# عيسى جبريل أحمد
عيسى جبريل أحمد (بالإنجليزية: Issah Gabriel Ahmed)‏ (مواليد 24 مايو 1982) هو لاعب كرة قدم. يلعب مع منتخب غانا لكرة القدم. سبق له أن لعب في كأس العالم لكرة القدم مع منتخب بلاده.

## روابط خارجية
- عيسى جبريل أحمد على موقع قاعدة بيانات كرة القدم.إي يو (الإنجليزية)
- عيسى جبريل أحمد على موقع ناشيونال فوتبول تيمز (الإنجليزية)
- عيسى جبريل أحمد على موقع Soccerway.com (الإنجليزية)